# 布谷鸟的呼唤
《杜鵑的呼唤》（英語：The Cuckoo's Calling）是英国作家J·K·罗琳在2013年以笔名罗伯特·加尔布雷思（Robert Galbraith）出版的一部犯罪小说。

## 内容梗概
故事发生在英国伦敦，私家侦探、阿富汗战争退伍兵、摇滚巨星強尼·羅克比的儿子柯莫藍·史崔克（Cormoran Strike）在与多年女友分手、侦探所债台高筑之际，受理了在律师行工作的约翰·布里斯托（John Bristow）的业务。约翰·布里斯托是三个月前坠楼而亡的超级名模卢拉•兰德里的哥哥。他的弟弟查理在少年时期因意外夭折，而查理曾经是史崔克的同窗好友。警察认定卢拉是自杀身亡，而布里斯托觉得此案疑点重重，要史崔克调查。
史崔克开始觉得这个案件没什么好调查的。但为了受理费用而接受案件。之后随着调查地展开，史崔克逐渐觉得坠楼事件并非那么简单。新到的临时秘书蘿蘋·艾拉寇特（Robin Ellacott）为史崔克提供了很多帮助，而史崔克也通过调查卢拉的邻居电影制作人夫妻、公寓保安、司机、朋友们、生母、养母、舅舅、摇滚歌手男友、服装设计师等人，逐渐抽丝剥茧，发现这些证人掩瞒部分事实背后的原因，并最终还原真相。凶手被绳之以法。
蘿蘋也透过这个过程觉得侦探工作非常有趣，決定推辞大公司的高薪职位。史崔克正式聘请蘿蘋並接受她提出的價碼——500英鎊，還贈送她一件綠色絲質連身裙。

## 人物

### 主要角色
柯莫藍·史崔克，35歲，生活拮据的私家偵探。面臨幾個客戶及龐大債務，最近和女友分手，不得不搬進並以在丹麥街的辦公室為家。在阿富汗戰爭失去一條腿。
蘿蘋·艾拉寇特，25歲，史崔克的臨時秘書，從約克郡來到倫敦從事臨時雇員。熱衷於偵探工作，非常聰明能幹。
露拉·藍德利（布里斯托），一個23歲的職業知名超級模特，三個月前以不明原因跳樓自殺。
約翰·布里斯托,露拉的哥哥（收養）與史崔克客戶，比露拉大快11歲，在家族律師事務所為舅舅工作。

### 布里斯托家族與律師事務所
查理·布里斯托, 約翰的弟弟（收養）與史崔克兒時的朋友。他在9或10歲時從一個採石場的懸崖墜落摔死去世。比露拉年長六歲左右。
艾莉森·克雷斯維 ，約翰女友，東尼·兰德里和賽布里安·梅秘書。
東尼·藍德利 ，露拉和約翰舅舅，不太苟同露拉的生活方式。
依薇蒂·藍德利·布里斯托夫人，露拉和約翰養母。她在小說中身患絕症，與露拉母女關係一度緊張。
亞歷克斯·布里斯托爵士，布里斯托夫人的丈夫。他創辦了自己的電子公司阿爾布里斯（Albris）。因無法生育而和妻子收養三個小孩: 約翰、查理和露拉。於露拉四歲時收養她，查理死後不久突然心臟病發過世。
賽布里安·梅，約翰工作的律師事務所的一個資深合夥人（senior partner）。
烏蘇拉·梅，譚西·貝斯帝古的妹妹與賽布里安·梅妻子。

### 露拉的社交圈
伊凡·杜菲德，露拉一直分合不斷的男友（on-off boyfriend），患有各種毒品問題的音樂家。露拉死亡時被媒體視為初始嫌疑人，但後來證實擁有眾多不在場證明。在露拉去世前與他有些爭論。
羅雪兒·歐尼斐德，露拉從精神科門診認識的一個無家可歸的朋友，後來成為她的遺囑見證人。
吉·索梅, 露拉的設計師，稱她為杜鵑（Cuckoo）。
狄比·麥格，住在露拉樓下的一個美國饒舌歌手，於她死後改住飯店避風頭。
基倫·科洛瓦瓊斯，露拉的私人司機，希望藉由客串電影成為一個有名望的演員。
夏拉·波特，露拉的一個模特同事兼好友。
佛瑞狄·貝斯帝古，電影製片人和露拉的鄰居，難以接觸且聲譽極差。與妻子進行離婚手續。
譚西·貝斯帝古，佛瑞狄的妻子與一個關鍵證人，聲稱无意中聽到一些案發當晚的經過。她的合理性對史崔克和警察具有爭議。
布麗妮·瑞佛，露拉的個人化妝師及在案發當晚跟她見面的人之一，在陰錯陽差下看到她的遺囑。

### 露拉的原生家庭
瑪琳·希格森，露拉生母,將女兒的故事賣給媒體，居住狀況比盧拉的收養家庭窮困。送養女兒後又生下兩個兒子，均被社服機構帶走，但盧拉對幫助瑪琳找到他們不感興趣。
約拿·法蘭西斯·艾吉曼中尉，露拉同父異母的親弟弟任職英國皇家工兵團並在阿富汗服役，最後繼承露拉的一千萬英鎊遺產。

### 柯莫藍與蘿蘋親友
露西·史崔克，柯莫藍同母異父的妹妹（judgmental younger sister），在小說中邀請哥哥參加兒子傑克的生日派對。
強尼·羅克比，柯莫藍的父親，知名搖滾明星，一生中只見過兒子兩次。
麗妲·史崔克，柯莫藍的母親，強尼·羅克比的「超級粉絲」（supergroupie）。在兒子20歲時因吸毒過量而死，他一直懷疑是其前夫所殺，但苦無證據。
夏綠蒂·坎貝爾（Charlotte Campbell），不斷與柯莫藍分合的前女友，經驗豐富，個性善變。只在小說開頭出場，帶著「憤怒卻不尋常的得意表情」衝出辦公室時差點撞到蘿蘋。
馬修·康利菲（Matthew Cunliffe），蘿蘋未婚夫，從事會計師，在小說開頭向她求婚。自始自終不認可她為柯莫藍工作，並嚴重質疑他的為人。

## 出版和书评
《杜鵑的呼唤》在2013年4月份出版，作者署名为罗伯特·加尔布雷思，出版社介绍是一名男性退伍老兵，曾做过保安专家，在皇家军警队及其特别调查部门工作过。书的内容来自于作者的亲身经历。虽然书评相当正面，但得到的关注却不多。根据尼尔森图书调查公司统计，这本书4月到7月间在美国市场只卖出了499本。之后《星期日泰晤士报》透露英国作家J·K·罗琳才是这本书的作者。这本书于是迅速上升到了亚马逊畅销榜首位。出版界认为J·K·罗琳此举是大型售书宣传计划的一部分，但是罗琳及其团队坚决否认。根据后来的报道，该消息来自和罗琳合作的 Russells Solicitors 律师行的一位律师的妻子的朋友在推特上爆料。之后该律师行正式道歉，并在罗琳提告的压力下为士兵慈善会捐献了巨款了事。

## 獲獎
- 2013年獲洛杉磯時報圖書獎（英语：Los Angeles Times Book Prize）（神秘/驚悚類）[8]。

## 续集
罗琳通过其网站表示要继续用罗伯特·加尔布雷思的笔名写作《杜鵑的呼唤》的续集。2014年2月17日宣布，《抽絲剝繭》（The Silkworm）将于6月9日出版。在这部书中，史崔克和助手蘿蘋将调查一位作家的失踪，而这位作家即将出版的手稿对其认识的一些人将造成伤害。

## 電視劇
2014年12月10日BBC第一台宣布，該小說將被改編成名為《倫敦神探》（Strike）的電視連續劇。羅琳本人執筆劇本， 第一季連同《抽絲剝繭》總數6集，於2017年8月27日播放。